# Adolf von der Planitz

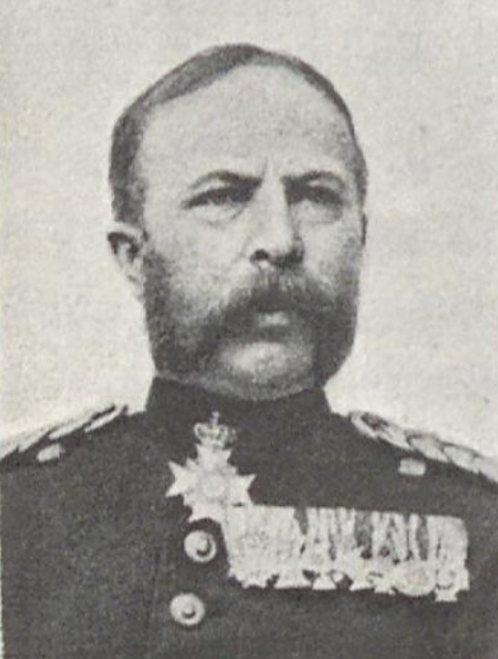
Adolf Edler von der Planitz

Karl Adolf Ferdinand Edler von der Planitz (* 15. Oktober 1841 in Dresden; † 23. April 1906 in Piskowitz bei Kamenz) war ein sächsischer Generalmajor.

## Leben

### Herkunft
Adolf Edler von der Planitz entstammte einem alten vogtländischen Adelsgeschlecht, welches am 8. Dezember 1192 in Merseburg erstmals urkundlich erwähnt wurde. Er war Sohn des Ferdinand Edler von der Planitz († 28. März 1854), Herr auf Neuendorf und Stennschütz, und dessen zweiter Ehefrau Eleonore von Bodenhausen (* 13. November 1801; † 8. September 1888).

### Karriere
Edler von der Planitz war ein Spielgefährte des Bruno Preil und wurde mit diesem erzogen und unterrichtet und besuchte ab 1855 die Fürstenschule in Meissen und trat nach Abschluss dieser am 1. Mai 1859 als Portepeejunker in die 5. Schwadron des 2. Reiter-Regiments ein. Er erlebte in dieser Zeit die Mobilisierung der sächsischen Streitkräfte durch den anstehenden Konflikt zwischen Frankreich und Österreich und erlebte durch Eingriff von Preußen die Neutralität der deutschen Kleinstaaten, weshalb die sächsischen Streitkräfte im Juli desselben Jahres wieder demobilisiert wurden. Er wurde am 6. Dezember desselben Jahres noch zum Leutnant befördert und zur 3. Schwadron versetzt. Am 1. Juni 1861 erfolgte seine Versetzung zur 2. Schwadron im Gardereiterregiment in Pirna und wurde dann am 1. Oktober 1863 zur 3. Schwadron in Dresden. Er beteiligte sich im Zuge der Bundesexekution gegen die Herzogtümer Holstein und Lauenburg von 1863 innerhalb der 4. Schwadron des 1. Reiter-Regiments. Nach Ausbruch der Waffenruhe nahm Leutnant Edler von der Planitz als Ordonnanzoffizier im Stabe des hannoverschen Generalleutnants von Gebser an gemeinschaftlichen Divisionsübungen der hannoverschen und sächsischen Armee.
Er trat am 1. November 1864 wieder in das Garde-Reiter-Regiment zurück und beteiligte sich mit diesem nach Ausbruch des Krieges gegen Preußen auf dem Rückmarsch nach Böhmen um sich der österreichischen Armee anzuschließen. Nach Teilnahme an den Schlachten bei Gitschin und Königgrätz wurde er am 1. Juli 1866 als Ordonnanzoffizier zum Generalleutnant von Stieglitz befehligt. Mit der Armeekolonne des Generals nahm er am 10-tägigen Rückmarsch nach Wien teil und erlebte in dieser Eigenschaft den Friedensschluss. Er wurde während des Konflikts mit dem österreichischen Militärverdienstkreuz mit der Kriegsdekoration ausgezeichnet.
Er wurde dann mit der 3. Schwadron des Garde-Reiter-Regiments nach Dresden entsandt um die Herrenwache im Residenzschloss zu beziehen. Im Zuge der Neuorganisation der sächsischen Armee im Jahre 1867 wurde er als Adjutant zum sächsischen Kriegsminister Alfred von Fabrice berufen um am 1. April desselben Jahres zum Armeekorpskommandostab versetzt zu werden. Er unternahm in den folgenden Jahren auch einen Urlaub durch Frankreich und nahm nach Ausbruch des Krieges gegen Frankreich in der Nähe des sächsischen Kronprinzen am Konflikt teil. Dieser entsandte ihm kurz vor der Schlacht von Gravelotte zu einem Rekognoszierungsritt auf Mars-la-Tour um Aussagen verwundeter Soldaten über die dortige Sachlage zu ergänzen. Nach Bildung der Maasarmee nach der Schlacht von Gravelotte wurde er diesem als Adjutant angehörig. Als Oberleutnant nahm er in dieser Eigenschaft an allen wichtigen Schlachten des Krieges teil und beteiligte sich an den feierlichen Einmarschen in Berlin und Dresden. Er wurde für seine Teilnahme bei der Schlacht von Gravelotte und der bei Sedam mit dem Eisernen Kreuz II. Klasse und dem Ritterkreuz des Militär-St.-Heinrichs-Ordens.

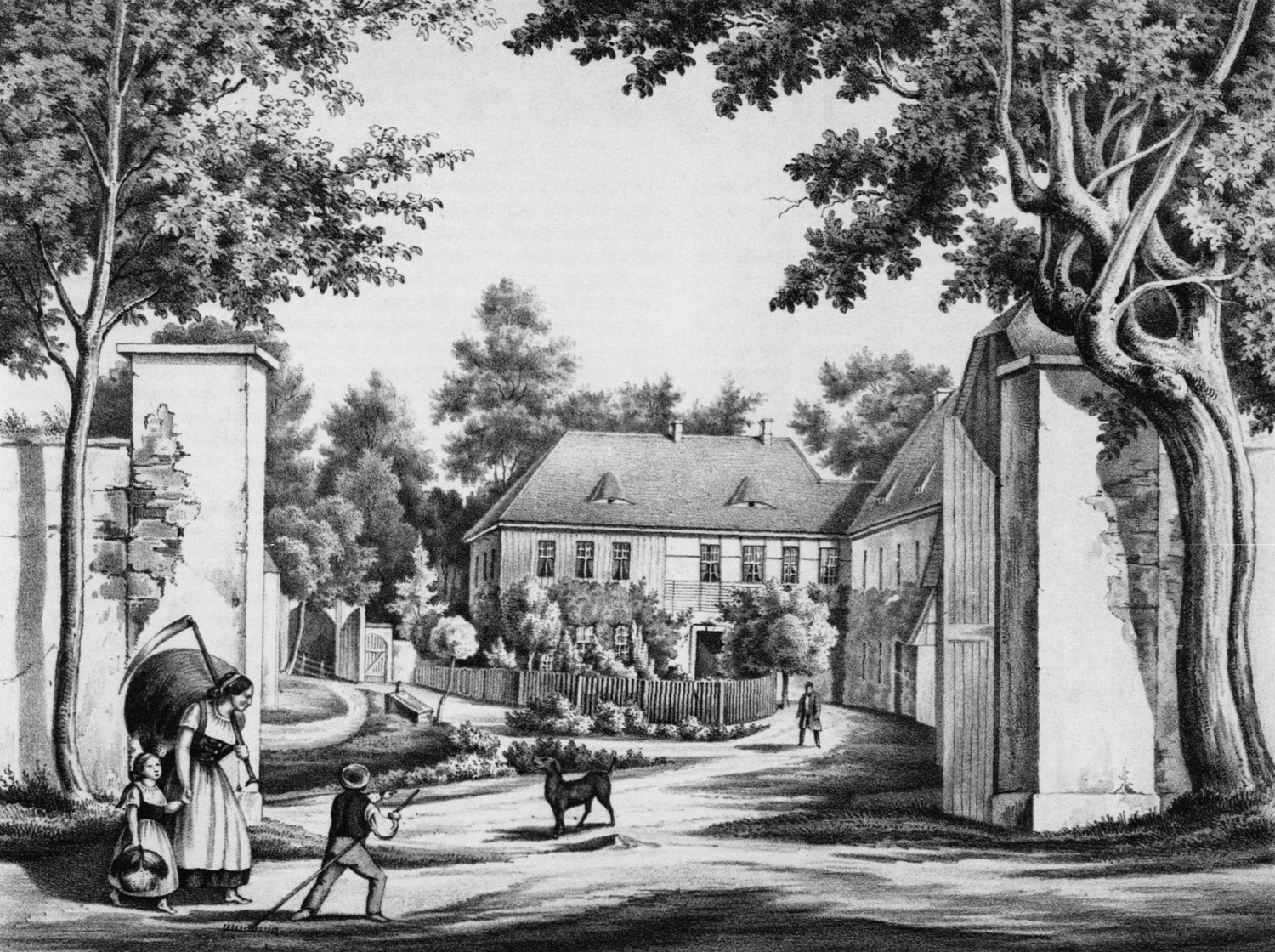
Adolf Edler von der Planitz erwarb 1902 das Rittergut Piskowitz

Edler von der Planitz wurde am 30. Dezember 1871 zum Rittmeister befördert und zum Eskadronchef der 3. Eskadron des Gardereiterregiments ernannt und ward bis 1874 in dieser Eigenschaft. Er wurde so am 18. April desselben Jahres als Nachfolger von Rittmeister Hermann von Ehrenstein zum persönlichen Adjutanten von Prinz Georg ernannt. In gleicher Zeit übernahm er die Leitung des prinzlichen Stalls. Er blieb die weiteren Jahre in dieser Position und avancierte am 30. Oktober 1880 zum Major, schied aus der Stellung aus und übernahm am 1. Januar 1881 die Führung der 2. Eskadron des Ulanen-Regiment „Kaiser Franz Josef von Österreich, König von Ungarn“ (1. Königlich Sächsisches) Nr. 17. Am 23. Februar 1882 wurde er á la suité des 1. Husaren-Regiments Nr. 18 gestellt und zum Direktor der Militärreitanstalt in der Dresdner Albertstadt ernannt. Er organisierte in dieser Eigenschaft anlässlich des Kaisermanövers 1882 in Sachsen die Berittenmachung der vielen fremdherrlichen Manövergäste und wurde dafür mit zahlreichen Orden ausgezeichnet. Er war bis zum 26. März 1883 in dieser Position und wurde nachfolgend als militärischer Begleiter von Prinz Friedrich August verwendet. Major Edler von der Planitz begleitete den Prinzen auch während dessen Studienzeiten an der Universität Straßburg und Leipzig und wurde am 21. Mai 1886 von dieser Eigenschaft entbunden. Er wurde dann als etatsmäßiger Stabsoffizier im Königlich Sächsischen Karabinier-Regiment (2. Schweres Regiment) in Borna verwendet und in dieser Eigenschaft am 1. April 1887 zum Oberstleutnant befördert. In gleicher Beförderung wurde er auch als Nachfolger von Oberst Hans von Nostitz-Drzewiecki zum Regimentskommandeur des Gardereiterregiments ernannt. Er blieb bis zum 27. März 1892 in dieser Position und wurde dabei am 22. Januar 1890 zum Oberst befördert. Er wurde zu den Offizieren von der Armee versetzt und erhielt am 22. April 1892 den Rang eines Brigadekommandeurs. Als Nachfolger von Generalmajor Volkmar Preußer wurde er am 24. März 1893 unter gleichzeitiger Beförderung zum Generalmajor Kommandeur der 2. Kavallerie-Brigade Nr. 24. Bei den Herbstübungen im Jahre 1893 kommandierte er eine kombinierte Kavallerie-Brigade. Im September 1894 wurde er unter Genehmigung seines Abschiedsgesuches unter Verleihung des ?? 2. Klasse zur Disposition gestellt.
Er erwarb nach seinem Ausscheiden das Rittergut Döbra bei Kamenz und gab dieses krankheitshalber wieder auf. Er kaufte im Jahre 1902 das Rittergut Piskowitz. Seine Absicht die Güter selber zu bewirtschaften konnte er im Herbst 1905 nach einem schweren Nervenleiden, wohl infolger finanzieller Schwierigkeiten, nicht mehr nachgehen. Edler von der Planitz beschäftigte sich im Ruhestand unter dem Einfluss seiner frommen Mutter auch intensiv mit dem Lesen der Bibel, wobei er mit seinen Bibelkenntnissen und Bibelverständnis mit manchen Theologen mithalten konnte. Er war so auch ein treuer Freund der evangelischen Diasporagemeinde und Kirche zu Schmeckwitz bei Kamenz. Er war ein großer Freund der Natur und begleitete öfters den sächsischen König auf Jagdreisen, welcher ihn auch öfters auf seinem Rittergut in Piskowitz besuchte.

### Familie
Edler von der Planitz war seit dem 21. Mai 1866 mit Karoline Sophie von Posern (* 13. Juni 1846) verheiratet und bekam vier Töchter und einen Sohn mit ihr.